# Koziczino
Koziczino (bułg. Козичино) – schronisko turystyczne w Starej Płaninie w Bułgarii. 

## Opis i położenie
Znajduje się koło wsi Koziczino, w emińskiej części Starej Płaniny. Składa się z czterech parterowych domków z 3- i 4-osobowymi pokojami z własnymi węzłami sanitarnymi i łazienką. Pojemność 42 miejsca. Ogrzewanie piecem, restauracja, bufet, kuchnia turystyczna. Schronisko jest na trasie europejskiego długodystansowego szlaku pieszego E3 ( Kom - Emine).
Sąsiednie obiekty turystyczne:
- schronisko Łuda Kamczija – 10 godz.
- schronisko Topczijsko – 5 godz.
- przylądek Emine – 10 godz.
- dobrowańskie grzyby skalne (atrakcja przyrodnicza) – 2,30 godz.

Punktem wyjściowym jest wieś Koziczino.